# Cortador de grama

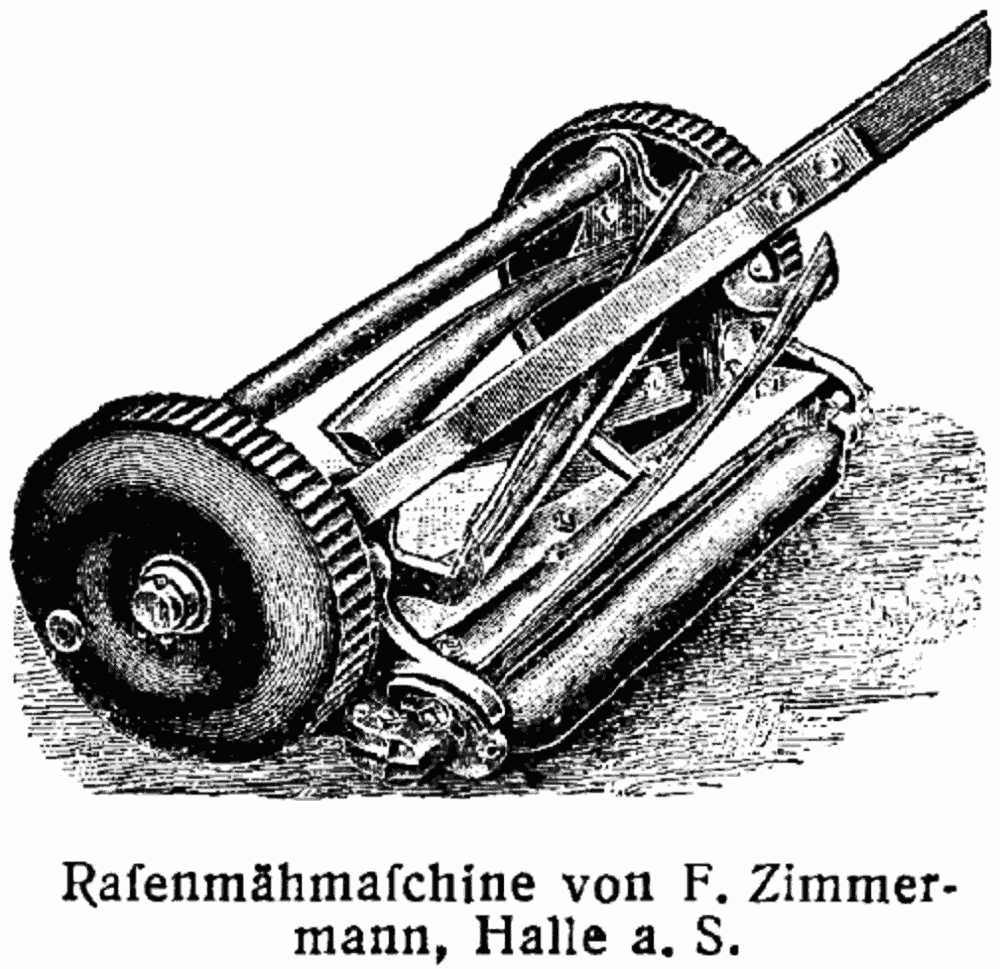
Um antigo cortador de gramas manual.

Um cortador de grama (português brasileiro) ou corta-relva (português europeu) é um equipamento desenvolvido para cortar ou aparar gramados. Pode ser manual ou motorizado. Existem modelos desenvolvidos para pequenos trabalhos domésticos, como também para grande áreas. A principal função é otimizar o corte da grama, evitando trabalho humano, além de prover habilidades estáticas, como corte com altura uniforme.

## História
A ideia de uma máquina para cortar gramas foi concebida em Gloucestershire, Inglaterra, em 1830, pelo engenheiro Edwin Beard Budding. Budding, anteriormente atuava como carpinteiro em Chalford, quando obteve a ideia de criar um mecanismo para cortar gramas iniformemente. Sua patente foi certificada em 25 de outubro de 1830, onde era descrita como "uma nova combinação e aplicação de máquinas, com o objetivo de raspar ou cortar as gramas e ervas dos campos".

## Cortador de grama robotizado
A Honda pretendia lançar, em 2013, o Miimo, um cortador de grama totalmente automatizado. O Miimo possui um algoritmo que atua dentro de um perímetro delimitado por um fio, que pode ser preso ao redor do gramado, o robô atuará de modo aleatório ou direcional. Já a Husqvarna AB possui um cortador de grama automatizado, programado para trabalhar sozinho. Com a diferença desse ser movido à energia solar, com autonomia para funcionar durante o dia ou à noite.